# Felipe Lleras Camargo
Felipe Lleras Camargo (Bogotá, 12 de septiembre de 1900 - Cali, 1987) llamado El Chiverudo, fue un político, diplomático, educador y abogado colombiano.
Iniciador del grupo de escritores y artistas llamado Los Nuevos. Era hermano del ex-Presidente Alberto Lleras Camargo.

## Estudios
Estudió en la Universidad Republicana, hoy Universidad Libre (Colombia), de ello dio cuenta así:

...obtuve matrícula, por concurso, en la Universidad Republicana, con el ánimo ilusorio de aprender por lo menos rudimentos de jurisprudencia y de economía. Era ya consciente de que mi ignorancia enciclopédica, me había vuelto pedante y presumido.
Felipe Lleras

Hizo oposición a la Unión Nacional de Estudiantes de Colombia que era una organización que tenía por objetivo "frenar el materialismo histórico". Con Jorge Eliécer Gaitán "apodaron "manzanillos" a los amantes del provecho propio, en lo burocrático o político, símiles del árbol originario del Valle del Cauca que produce rasquiña a quien a su tronco se acerque".

## Los Nuevos
Los Nuevos fue la denominación que adoptaron un grupo de escritores y artistas colombianos nacidos entre 1894 y 1910, quienes se expresaron a través de una revista del mismo nombre, la cual era dirigida por Alberto Lleras. De ese grupo hicieron parte León de Greiff, Jorge Zalamea, Rafael Maya, Germán Arciniegas, Eliseo Arango, José Enrique Gaviria, Abel Botero, Francisco Umaña Bernal, Manuel García Herreros, Luis Vidales, José Mar y C. A. Tapia y Sánchez.
Según Alberto Lleras, "son jóvenes, lo que quiere decir que no persiguen logros de ninguna especie. Pretenden levantar una cátedra de desinterés espiritual y contribuir a desatar una corriente de carácter netamente ideológico en el país (...) Los apetitos bastardos han desterrado el espíritu. Todo pide una restauración de los principios. Hay que proclamar de nuevo la tabla de los valores intelectuales y morales".

## El político
En 1917, el General Benjamín Herrera lo escogió como su secretario. A diferencia de su hermano Alberto, quien era seguidor de Alfonso López Pumarejo, Felipe seguía a Jorge Eliécer Gaitán. Fue elegido Senador de la República para los períodos constitucionales 1929-1933 y 1935-1939; fue Presidente del Senado entre 1931-1932. Estuvo vinculado al Partido Socialista Revolucionario antes de pertenecer al Partido Liberal Colombiano, por el cual llegó al Congreso de la República de Colombia.

## Reinado Nacional de Belleza
Felipe Lleras acompañó como jurado del Primer Reinado Nacional de Belleza a Darío Echandía y Germán Zea Hernández. Allí fue elegida como primera Señorita Colombia, María Yolanda Emiliani Román, hermana del jurista y político colombiano Raimundo Emiliani Román.

## Obras
- 1923 Hacia la escuela nueva